# Terra vegetal
Terra vegetal és, d'una banda, la part superior d'un sòl i, per extensió, la denominació d'un substrat vegetal per ser usat en horticultura i jardineria. Sovint es refereix simplement a la part de la terra biològicament més activa que se separa en una obra pública per a una posterior reconstrucció ambiental.
En el cas de referir-se a una part d'un sòl, és una denominació antiga i no gaire adequada, ja que els vegetals constitueixen només una part de l'horitzó d'un sòl, i el concepte més correcte i el que s'utilitza científicament és humus.
En el cas dels substrats, terra vegetal és una denominació comercial molt àmplia i poc precisa, ja que no clarifica l'origen ni la composició del producte.
Generalment, les diferents legislacions estableixen quines característiques fisicoquímiques (humitat, pH, matèria orgànica, etc.) haurien de figurar com a informació en la venda d'un substrat.